# حركة مفرطة اللمعية

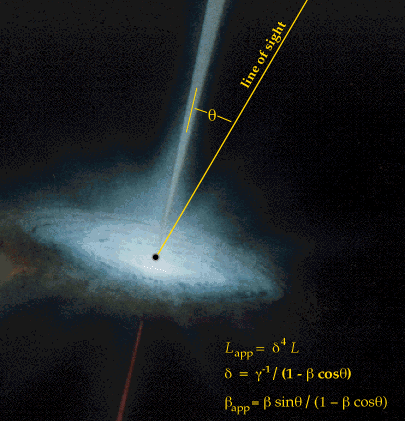
حركة مفرطة اللمعية

في علم الفلك ، الحركة مفرطة اللمعية (بالإنجليزية: Superluminal motion)‏هي مصطلح يطلق على الحركة التي تكون ذات سرعة أسرع من الضوء.و تتم ملاحظة هذه الحركة في بعض المجرات الراديوية والنجوم الزائفة ومؤخراً تمت ملاحظته أيضاً في بعض المصادر المجرية المسماة مايكرو كوازار (و هي أجسام تتبع النجوم الزائفة و لكنها أصغر منها في الحجم). ويعتقد أن جميع هذه المصادر تحتوي على ثقب أسود مسؤول عن طرد الكتلة في السرعات العالية.

## الاكتشاف
تمت ملاحظة هذه الحركة في أوائل الثمانينيات من القرن العشرين حيث تم اعتبار الحركة مفرطة اللمعية كدليل ضد أن الكويزارات أو النجوم الزائفة تمتلك أو لديها أو تخضع للمسافات الكونية
. وعلى الرغم من أن بعض علماء الفيزياء الفلكية لا يزالون يتجادلون قليلاً لصالح وجهة النظر هذه، إلا أن معظمهم يعتقدون أن معظم السرعات التي تبدو أسرع من سرعة الضوء ما هي إلا نوع من أنواع الأوهام البصرية أو الخداع البصري ولا تحتوي فيزيائياً على ما يتعارض مع نظرية النسبية الخاصة.

## التفسير
تتكون هذه الظاهرة بسبب أن النفاثات تسافر بسرعة قريبة جداً من سرعة الضوء 
، و بزاوية صغيرة جداً نحو المراقب. لأنه في كل نقطة من مسار هذه النفاثات ذات السرعة العالية تكون هي نفسها ينبعث منها الضوء ، والضوء الذي ينبعث منها لا يصل المراقب بسرعة أكبر بكثير من النفاثة نفسها.
هذا التفسير يعتمد على صنع طائرة بزاوية ضيقة بما فيه الكفاية مع خط بصر المراقب لشرح درجة الحركة مفرطة اللمعية بالنسبة إلى حالة معينة.

## وصلات خارجية
- تفسير موضح بكافة التفاصيل لظاهرة الحركة مفرطة اللمعية.
- التعبير الرياضي للحركة مفرطة اللمعية.
- عرض يوضح الحركة مفرطة اللمعية. نسخة محفوظة 5 يوليو 2013 على موقع واي باك مشين.